# Slippery
Slippery – piosenka amerykańskiej grupy hip hopowej Migos, w której występuje gościnnie inny raper z Atlanty, Gucci Mane. Jest to trzeci singiel z ich drugiego studyjnego albumu Culture (2017). Piosenka została wyprodukowana przez Deko i OG Parker.

## Pozycje na listach

### Pozycje pod koniec tygodnia
| Lista (2017)                          | Pozycja |
| ------------------------------------- | ------- |
| Kanada (Canadian Hot 100)             | 46      |
| USA Billboard Hot 100                 | 29      |
| USA Hot R&B/Hip-Hop Songs (Billboard) | 12      |
| USA Rhythmic (Billboard)              | 22      |

### Pozycje pod koniec roku
| Lista (2017)                          | Pozycja |
| ------------------------------------- | ------- |
| USA Billboard Hot 100                 | 86      |
| USA Hot R&B/Hip-Hop Songs (Billboard) | 40      |
| Lista (2019)                          | Pozycja |
| Portugalia (AFP)                      | 1612    |

## Certyfikaty
| Kraj       | Certyfikat | Ilość sprzedanych egzemplarzy |
| ---------- | ---------- | ----------------------------- |
| UK (BPI)   | Srebro     | 200,000                       |
| USA (RIAA) | Złoto      | 500,000                       |